# Okkervil River
Okkervil River ist eine US-amerikanische Indie-Rock-Band, die 1998 in Austin im Bundesstaat Texas gegründet wurde. Initiator, Kopf und letztes verbliebenes Gründungsmitglied der Band ist Will Sheff. Die Musik enthält Elemente aus Country, Folk und Punkrock.

## Geschichte

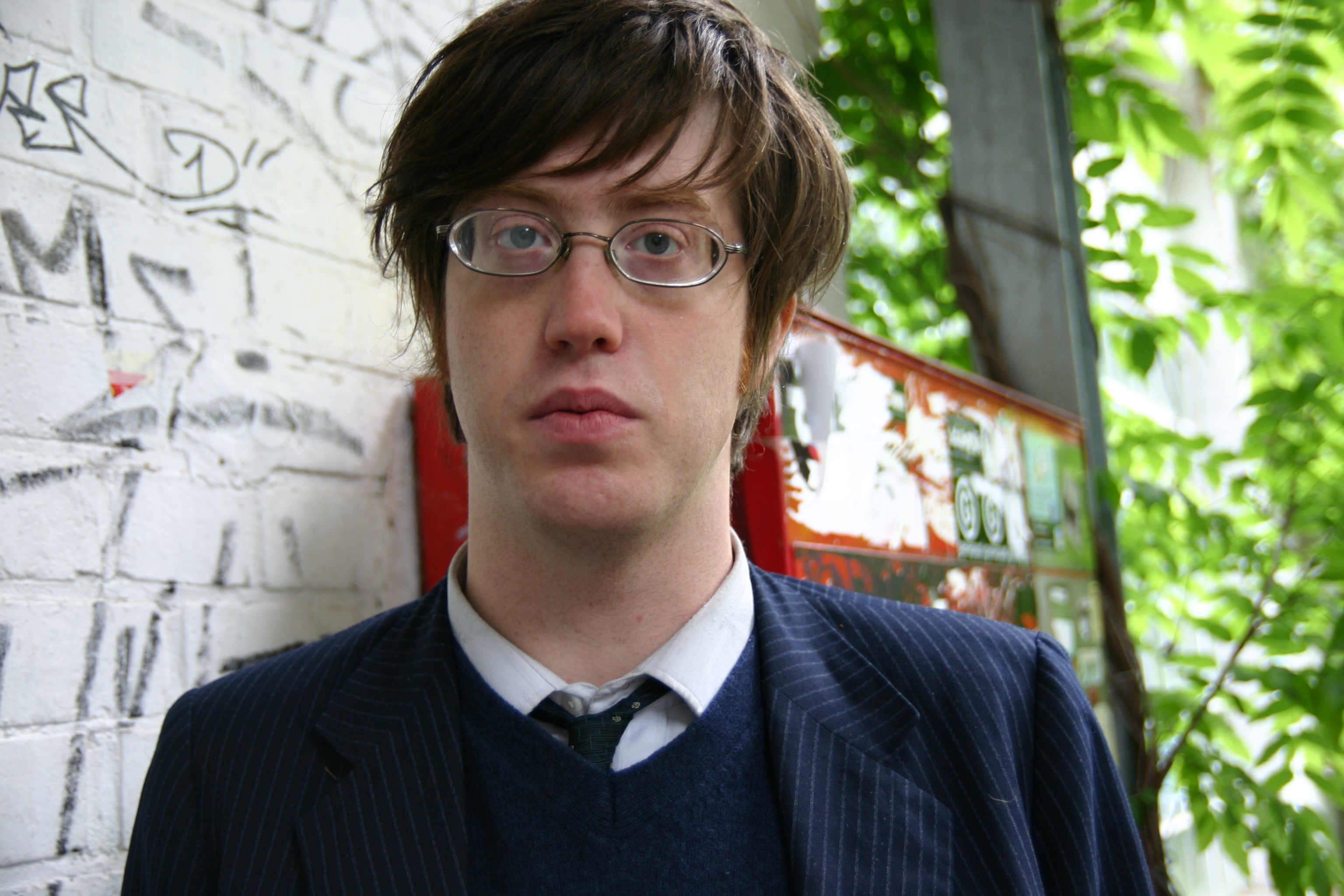
Will Sheff, Sänger und Kopf der Band (2006)

Der Bandname geht auf eine Kurzgeschichte der russischen Autorin Tatjana Tolstaja zurück, Leo Tolstois Urgroßnichte, die nach einem Fluss bei Sankt Petersburg benannt wurde.
Die Gründungsmitglieder der Band lernten sich in einer High School in New Hampshire kennen. Nachdem sie beide an getrennten Orten das College besucht hatten, trafen sie sich wieder, um in Austin gemeinsam zu leben und eine Band zu gründen. Das waren der Songschreiber Will Sheff, Zach Thomas an Bass und Mandoline und Seth Warren am Schlagzeug. Ihren ersten Auftritt hatten sie im Steamboat in Austin am 11. Januar 1999. In diesem Jahr nahmen sie mit dem Produzenten Jeff Hoskins eine Eigenproduktion mit sieben Titeln auf, Stars Too Small to Use. Im Dezember des Jahres kam Jonathan Meiburg von der Band Whu Gnu an Akkordeon, Klavier und Orgel hinzu. Kurz nachdem sie sich kennengelernt hatten, gründeten Sheff und Meiburg auch eine eigene Band namens Shearwater.
Okkervil River bekam die Chance, 2000 auf dem renommierten Festival SXSW in Austin aufzutreten, das zugleich eine Talentshow ist und sowohl Presse als auch Labels auf neue Bands aufmerksam macht. Hier trafen die Musiker den Produzenten Brian Beattie, mit dem sie innerhalb eines Jahres ihr Album Don't Fall in Love with Everyone You See aufnahmen. Warren zog im Dezember des Jahres nach Berkeley, Kalifornien, und wurde durch Mark Pedinivon der Band Providence Rhode Island's the Eyesores ersetzt. Beim SXSW-Festival 2001 erweckte die Band das Interesse des Independent-Labels Jagjaguwar, auf dem das Album im Januar 2002 veröffentlicht wurde. Ein Jahr später reiste die Band nach San Francisco und spielte wieder mit Warren, um ihr drittes Album im kleinen unabhängigen Studio Tiny Telephone mit dem  Produzenten Scott Solter aufzunehmen. Zuvor hatte die Band ein Split-Album mit Julie Doiron auf dem spanischen Indie-Label Acuarela veröffentlicht.
Pedinivon verließ die Band, um als Grafiker zu arbeiten. Für das SXSW 2003 kam Travis Nelsen als Schlagzeuger hinzu und blieb bei der Band. Während einer ausgiebigen Tour kam der Keyboarder und Lap-Steel-Gitarrist Howard Draper als fünftes Bandmitglied hinzu. Von August bis November 2004 nahm die Band ein neues Album mit Brian Beattie namens Black Sheep Boy auf, das 2005 veröffentlicht wurde. In dieser Zeit veröffentlichte Jagjaguwar eine 5-Song-EP mit Outtakes unter dem Titel Sleep and Wake-Up Songs.
Okkervil River war in verschiedenen Ländern u. a. mit den The Decemberists, Rilo Kiley, Azure Ray und anderen auf Tour. Als Vorbilder benannten mehrere Bandmitglieder Neutral Milk Hotel. Will Sheff bezieht sich auch auf den Songwriter Tim Hardin. So coverte die Band dessen Song Black Sheep Boy, nach dem sie auch das Album benannten. Im April 2006 lizenzierten Okkervil River/Jagjaguwar das aktuelle Album für Europa an das Major-Label Virgin/EMI. Das Label veröffentlichte Black Sheep Boy und die Nachfolgesingle neu und schickte die Band im Mai des Jahres auf Promotiontour. Im August 2007 erschien, vorerst in den USA, das vierte Album The Stage Names. Es wurde zudem eine auf 1500 Stück limitierte 2-CD-Version veröffentlicht, die eine Bonusdisc mit Solo-Demos von allen Studiotracks enthält. Die europäische Veröffentlichung, einen Monat später, erfolgte nicht mehr durch EMI, die an der Band und dem neuen Album kein Interesse mehr hatte, sondern wieder durch Jagjaguwar. 2010 veröffentlichte die Band gemeinsam mit Musiklegende Roky Erickson, einst Mitglied der einflussreichen 13th Floor Elevators, ein Album, auf dem sie als Backingband fungierte.

## Stil
AllMusic und Discogs fassen den Stil als Indie-Rock zusammen. Bei laut.de heißt es, die Band habe sich vom Folkpop hin zum Alternative Pop entwickelt. Von einem sich 20 Jahre drehenden „Folk-Rock-Karussell“ spricht das Magazin Spex. Dabei habe Okkervil River „nicht so abgedreht wie The Decemberists und nicht so rotweinschwer wie The National“ geklungen. Im Eclipsed wurde anlässlich der Veröffentlichung von Black Sheep Boy festgestellt, dass sich „[z]um vorherrschenden Indie-Pop […] purer Rock ’n’ Roll ebenso wie Versatzstücke aus Country und Folk“ gesellen.

## Diskografie

### Alben
- 1999: Stars Too Small to Use
- 2002: Don't Fall in Love with Everyone You See
- 2003: Down the River of Golden Dreams
- 2005: Black Sheep Boy
- 2007: The Stage Names
- 2008: The Stand Ins
- 2010: True Love Cast Out All Evil mit Roky Erickson
- 2011: I Am Very Far
- 2013: The Silver Gymnasium
- 2016: Away
- 2018: In the Rainbow Rain

### Singles / EPs / Splits
- 1995: Bedroom EP (EP)
- 1999: The Velocity of Saul at the Time of His Conversion
- 2000: Kansas City Single
- 2002: South San Gabriel / Okkervil River - Split
- 2003: Julie Doiron / Okkervil River CD Split
- 2004: Sham Wedding / Hoax Funeral Split-CD with Shearwater
- 2004: Sleep and Wake-Up Songs EP (EP)
- 2005: For Real (There's Nothing Like the Blinding Light)
- 2005: Black Sheep Boy Appendix (EP)

### Livealben
- 2004: Live at Schubas 05/09/2004
- 2005: Live at Schubas 05/13/2005